# Halvmåne
I kunst og som symbol er halvmånen figuren af det sammenhængende område, som bliver dannet ved at en cirkel har et segment af en anden cirkel fjernet, sådan at det som står tilbage er to cirkulære buer af forskellig diameter, som skærer i to punkter uden at cirklenes centrum er med. En astronomisk halvmånes ydre bue vil være 180° (en halvcirkel), mens den symbolske halvmåne (arabisk هلال hilāl) normalt vil have en ydre bue, som er betydeligt længere end 180°.
Halvmåne er også en betegnelse for skærekager der har form som en halvmåne eller mere præcist som en halvcirkel.
Et eksempel er citronmånen.